# Crossmolina
Crossmolina (iriska: Crois Mhaoilíona) är en ort i republiken Irland.   Den ligger i grevskapet Maigh Eo och provinsen Connacht, i den nordvästra delen av landet, 220 km väster om huvudstaden Dublin. Crossmolina ligger 20 meter över havet och antalet invånare är 1 061. Den ligger vid sjön Lough Conn.
Terrängen runt Crossmolina är huvudsakligen platt, men söderut är den kuperad. Terrängen runt Crossmolina sluttar österut.Runt Crossmolina är det ganska glesbefolkat, med 23 invånare per kvadratkilometer. Närmaste större samhälle är Ballina, 9,9 km öster om Crossmolina. 